# L'Innocent (roman)
Pour les articles homonymes, voir Innocent.
L'Innocent est un roman de Philippe Hériat publié en 1931 aux éditions Denoël et ayant obtenu le prix Renaudot la même année.

## Résumé
Blaise, un jeune homme de 17 ans, forme, avec sa sœur aînée Armelle, une relation fusionnelle. Plus tard, leurs deux mariages respectifs ne vont sans sans poser de problèmes...

## Éditions
- L'Innocent, éditions Denoël, 1931
- L'Innocent, éditions Ferenczi, 1936, avec des bois gravés de Jacques Engelbach
- L'Innocent, éditions Gallimard, 1954
- L'Innocent, Le Livre de poche, 1960

## Critiques littéraires
"Il y a dans les dialogues, une force de vérité qui rappelle parfois Tolstoï." André Maurois - New York Times
"...un de ces romans d'aujourd'hui où la technique, tant de l'écriture que la composition et de l'analyse, atteint une espèce de perfection." André Billy - Le Figaro
"Le miracle de ce récit est fait de sa pureté jusque dans l'impureté." Gérard Bauer - Le journal d'Alger
"L'innocent reste un roman secrètement passionné et non dénué de ferveur, de lyrisme. C'est, après tout, un roman d'amour, et je donne ici à cette formule son sens le plus profond." Pierre Gascar - La gazette de Lausanne